# CPT (Fahrzeugmarke)
CPT war eine US-amerikanische Fahrzeugmarke.

## Markengeschichte
Die Chicago Pneumatic Tool Company aus Chicago in Illinois stellte Luftdruckanlagen und Werkzeuge her. Außerdem entstanden Kraftfahrzeuge. 1906 gab es Personenkraftwagen namens CPT, die für die eigenen Handlungsreisenden gedacht waren. Hiervon entstanden etwa 50 Fahrzeuge. 1912 folgten einige Lastkraftwagen mit dem gleichen Markennamen. Außerdem wurden Nutzfahrzeuge als Duntley, Giant und Litte Giant angeboten.

## Fahrzeuge

### Pkw
Das einzige Modell war ein offener zweisitziger Runabout. Sein Zweizylindermotor leistete 22 PS. Auffallend waren die Vollgummireifen.

### Lkw
Die Fahrzeuge hatten einen Ottomotor. Sie waren für Nutzlasten von etwa 680 kg bis etwa 900 kg ausgelegt.